# Sutherland Shire
Sutherland Shire är en kommun i Australien. Den ligger i delstaten New South Wales, i den sydöstra delen av landet, omkring 27 kilometer sydväst om delstatshuvudstaden Sydney. Antalet invånare var 218 464 vid folkräkningen 2016. Arean är 334 kvadratkilometer.
Följande samhällen finns i Sutherland Shire:
- Caringbah
- Engadine
- Cronulla
- Miranda
- Caringbah South
- Menai
- Kirrawee
- Gymea Bay
- Gymea
- Heathcote
- Jannali
- Oyster Bay
- Loftus
- Como
- Woronora Heights
- Grays Point
- Kareela
- Bonnet Bay
- Kurnell
- Bundeena
- Dolans Bay
- Maianbar